# Éléonore de Clare
Titres
Dame de Glamorgan
15 novembre 1317 – 30 juin 1337
(19 ans, 7 mois et 15 jours)
Baronne Zouche de Mortimer
26 janvier 1329 – 28 février 1337
(8 ans, 1 mois et 2 jours)
Baronne le Despenser (en)
29 juillet 1314 – 24 novembre 1326
(12 ans, 3 mois et 26 jours)
Éléonore de Clare (3 octobre 1292 – 30 juin 1337), suo jure 6e dame de Glamorgan, est une femme de la noblesse anglaise du XIVe siècle. Issue de la puissante famille de Clare, elle est la fille aînée de Gilbert de Clare, 7e comte de Gloucester et 6e comte de Hertford, et de Jeanne d'Angleterre, ce qui fait d'elle une des petites-filles du roi Édouard Ier d'Angleterre. Mariée au modeste seigneur Hugues le Despenser, Éléonore n'est pas destinée à détenir de riches possessions et mène une existence discrète au début du règne de son oncle maternel, le roi Édouard II. À la mort de son frère Gilbert en 1314, en revanche, elle devient cohéritière de la fortune familiale, ce qui permet à son époux d'acquérir la confiance progressive du roi et de devenir son favori. Éléonore elle-même exerce une forte influence auprès du roi Édouard.
La mainmise d'Hugues le Despenser sur les affaires du royaume provoque plusieurs rébellions des barons d'Angleterre. Finalement, en 1326, la reine Isabelle de France renverse son époux Édouard II, fait exécuter le favori royal et emprisonne Éléonore de Clare. Privée de ses biens, Éléonore est libérée et partiellement restaurée dans ses terres en 1328, mais est enlevée peu après par le baron William la Zouche, qui l'épouse de force. Ce n'est qu'après l'avènement d'Édouard III qu'elle obtient la pleine restitution de ses possessions, tandis qu'elle se trouve brièvement au cœur d'une querelle matrimoniale. Désormais complètement écartée du pouvoir, Éléonore passe les dernières années de sa vie auprès de son second époux et contribue à embellir profondément l'abbaye de Tewkesbury, où elle est sans doute inhumée à sa mort.

## Biographie

### Origines, jeunesse et premier mariage
Éléonore de Clare naît le 3 octobre 1292 au château de Caerphilly, dans le Glamorgan. Elle est l'aînée des trois filles de Gilbert de Clare, 7e comte de Gloucester et 6e comte de Hertford, et de Jeanne d'Angleterre, une des filles du roi Édouard Ier d'Angleterre,,. Son père Gilbert, l'un des nobles les plus riches et les plus puissants d'Angleterre à la fin du XIIIe siècle, meurt en décembre 1295, alors qu'Éléonore a trois ans. Elle grandit avec ses sœurs cadettes Marguerite et Élisabeth et son frère aîné Gilbert. Leur mère Jeanne convole secrètement en secondes noces au début de l'année 1297 avec Raoul de Monthermer, un simple chevalier. Ce remariage provoque la fureur du roi Édouard Ier, qui avait voulu offrir sa fille en mariage à Amédée V de Savoie. Par précaution, Jeanne aurait choisi de plaider sa cause auprès de son père en amenant avec elle ses quatre jeunes enfants, espérant que la présence de ses petits-enfants atténuerait la colère du roi. Toutefois, cette stratégie échoue, même si Édouard est contraint en définitive de reconnaître le mariage de sa fille avec Monthermer. On ignore si les filles du premier lit de Jeanne sont élevées auprès de leur mère ou si, à l'instar de leur frère Gilbert, leur éducation est confiée à la reine Marguerite de France, épouse de leur grand-père Édouard Ier. L'enfance d'Éléonore de Clare est effectivement méconnue, tout comme celle de ses deux sœurs.
Le 26 mai 1306, quatre jours après la tenue d'une cérémonie chevaleresque fastueuse en prévision d'une nouvelle campagne militaire en Écosse, Éléonore de Clare est mariée à l'âge de 13 ans à Hugues le Despenser, fils aîné et héritier de son père homonyme, qui a servi Édouard Ier lors de diverses missions diplomatiques. Les noces d'Éléonore se déroulent le lendemain de celles de sa cousine Jeanne de Bar avec John de Warenne, 7e comte de Surrey. Son époux, qui est un peu plus âgé qu'elle, ne représente pas le meilleur parti qu'aurait pu espérer une petite-fille de roi. Même s'il est le neveu de Guy de Beauchamp, 10e comte de Warwick, le petit-fils par alliance de Roger Bigot, 5e comte de Norfolk, et le beau-frère d'Henri de Lancastre, neveu du roi Édouard, Hugues le Despenser ne dispose d'aucune chance d'être l'un de leurs héritiers. Les terres de son père, principalement situées dans les Midlands et le Buckinghamshire, sont étendues, mais jusqu'à la mort de celui-ci, Hugues ne peut s'attendre à en détenir pratiquement aucune. De même, Éléonore n'hérite d'aucune possession de sa mère lorsque cette dernière meurt le 23 avril 1307, puisque l'héritier de la famille de Clare est son frère Gilbert, 8e comte de Gloucester et 7e comte de Hertford. Pour autant, le mariage d'Éléonore et Hugues semble avoir porté ses fruits, au regard des nombreux enfants qu'ils ont : leur premier fils, Hugues, naît dès 1308.
À la suite de la mort d'Édouard Ier le 7 juillet 1307, son fils Édouard II lui succède sur le trône. Au début de son règne, les attentions du nouveau roi se portent surtout vers Pierre Gaveston, 1er comte de Cornouailles et époux de sa nièce Marguerite de Clare,. Les faveurs démesurées qu'accordent le souverain à son favori suscitent la colère du baronnage anglais et, en 1312, Gaveston est sommairement exécuté après avoir bravé l'exil perpétuel que les barons mécontents lui avaient été imposé. Contrairement à son père, Hugues le Despenser semble avoir appuyé, bien que de manière passive, la fronde baronniale à Gaveston. Même s'il n'accorde alors aucune importance à Despenser, Édouard II se montre attentionné envers sa nièce. Le 14 mai 1309, Hugues reçoit de la part du roi les terres de Sutton dans le Norfolk, qui appartenaient auparavant à l'ordre du Temple, ainsi qu'un revenu annuel de 200 livres. L'année suivante, son père lui donne d'autres domaines dans le Cambridgeshire, le Suffolk et l'Essex, afin de lui assurer à lui et son épouse un train de vie correct. Par ailleurs, Éléonore commence à être influente à la cour, où elle exerce la charge de dame de parage de la reine Isabelle de France, l'épouse du roi Édouard, et accompagne le couple royal lors de sa visite au roi de France Philippe IV le Bel entre mai et juillet 1313. Elle possède par ailleurs sa propre retenue, commandée par son chambellan John de Berkhamsted.

### L'héritage de la famille de Clare
Le destin d'Éléonore de Clare et de son époux Hugues le Despenser bascule complètement lorsque son frère Gilbert est tué à la bataille de Bannockburn face aux Écossais le 24 juin 1314. Initialement, la veuve du comte de Gloucester, Maud de Burgh, affirme être enceinte. Cette nouvelle ravit le roi, qui croit ainsi pouvoir disposer de l'héritage de l'enfant posthume de Gilbert de Clare jusqu'à sa majorité. Néanmoins, et bien que Maud de Burgh prétende jusqu'en 1317 que sa grossesse se prolonge, il devient rapidement évident que le comte de Gloucester est mort sans descendant. Dès lors, ses trois sœurs, Éléonore, Marguerite et Élisabeth, sont considérées comme les cohéritières de l'immense fortune de la famille de Clare. En attendant de pouvoir solennellement diviser l'héritage de Clare, le roi Édouard désire laisser ces considérables possessions à des seigneurs qu'il estime lui être d'une loyauté indéfectible. C'est ainsi que ses favoris Hugh Audley et Roger Damory épousent respectivement au printemps 1317 Marguerite et Élisabeth de Clare,,. Hugues le Despenser le Jeune est pendant cette même période considéré par le roi comme un potentiel allié, ou du moins un seigneur neutre mais loyal à la couronne et digne de confiance (à l'instar de son père Despenser l'Aîné), puisqu'il est convoqué par Édouard II au Parlement dès le 29 juillet 1314 sous le titre de baron le Despenser (en).
Hugues le Despenser est très préoccupé par l'héritage qui lui revient de droit par son épouse. Prétextant de l'impossibilité d'une grossesse de la comtesse de Gloucester en mai 1315, il se saisit du domaine de Clare à Tonbridge dans le Kent, mais est rapidement contraint par le roi de le restituer. Éléonore elle-même n'est pas en reste en ce qui concerne les affaires de sa famille. Ainsi, jusqu'à la division du patrimoine de Clare, son château natal de Caerphilly est tenu au nom du roi par l'agent Payn de Turberville. En protestation face aux abus de Turberville envers la population galloise locale, le noble Llywelyn Bren et ses partisans lancent une attaque surprise sur Caerphilly le 28 janvier 1316 et assiègent le château. Llywelyn capture le connétable de Caerphilly en dehors de la forteresse et s'empare de la basse-cour. Il échoue toutefois à forcer son passage à travers les défenses intérieures et ordonne alors à ses hommes de brûler la ville et fait massacrer quelques habitants. Pendant le siège, le château est vaillamment défendu sous le commandement de la « dame de Clare », terme qui est très certainement une référence à Éléonore. La garnison royale résiste ainsi jusqu'à ce qu'elle soit délivrée par William Montagu, 2e baron Montagu (en), le 12 mars 1316. Inquiet face à l'affaiblissement de son autorité en Galles, Hugues le Despenser s'assurera en 1318 d'obtenir d'Édouard II la garde de Llywelyn Bren et le fera sommairement exécuter.
Enfin, le 15 novembre 1317, Édouard II procède en pleine session parlementaire à la partition de l'héritage de Clare. Éléonore de Clare reçoit un tiers du patrimoine de son frère. Elle acquiert le domaine de Tewkesbury et l'honneur de Gloucester dans les Marches galloises, le domaine de Rotherfield dans le Sussex, d'autres possessions dans le Devon et le Somerset, et un tiers de la seigneurie irlandaise de Kilkenny. Mais c'est surtout l'acquisition de la seigneurie de Glamorgan, qui est la plus importante et la plus riche, qui rend la part d'Éléonore considérable. Effectivement, cette seigneurie jalonne l'essentiel des Marches galloises et permet à Éléonore d'exercer certains droits propres seulement aux barons qui détiennent des terres dans les Marches et non aux autres seigneurs du reste du royaume d'Angleterre. Par ailleurs, Éléonore hérite en 1320 d'un tiers des terres établies dans le douaire de Maud de Burgh. Grâce à ce partage qui lui est fort avantageux, Hugues le Despenser devient un puissant magnat : ses rentes annuelles s'élèvent à environ 2 443 livres. Il est désormais de jure uxoris seigneur du Glamorgan, ce qui lui permet d'avoir des privilèges aussi importants que les barons des Marches galloises. En outre, sa nouvelle position d'importance au sein du baronnage d'Angleterre lui permet véritablement de revendiquer une position prépondérante à la cour d'Édouard II.

### L'épouse du favori d'ÉdouardII
En octobre 1318, en raison du climat politique instable en Angleterre, Édouard II accepte de nommer Lord Chambellan Hugues le Despenser le Jeune. Cette nomination résulte sans doute d'un compromis entre le roi Édouard, les barons modérés conduits par Aymar de Valence, 2e comte de Pembroke, et la fronde baronniale conduite par Thomas de Lancastre, 2e comte de Lancastre. À l'inverse de son père, Hugues le Jeune bénéficie de la confiance des deux dernières factions et, profitant de la mise à l'écart de la cour des favoris royaux Roger Damory et Hugh Audley, acquiert très rapidement les faveurs royales. L'ascension de l'époux d'Éléonore de Clare est qualifié par l'historien J. R. S. Phillips comme « l'exemple classique d'un homme en devenir qui a réussi à l'accomplir ». De nombreux historiens pensent que la relation entre Édouard II et Hugues le Despenser avait un caractère sexuel. Si c'est le cas, les relations conjugales entre Éléonore et son époux n'en ont en aucun cas pâti, puisqu'Éléonore a donné naissance à d'autres enfants pendant la période où son mari est devenu le favori effectif de son oncle. De même, plusieurs écrits ont prêté à Édouard et sa nièce une relation sexuelle, comme la chronique Chronographia Regum Francorum. Aucune preuve ne permet cependant de corroborer cette allégation, bien que le roi ait offert à Éléonore d'importantes sommes d'argent ainsi que de nombreux présents.
L'ascension irrésistible de la famille Despenser ne passe pas inaperçue. Furieux que Hugues le Jeune profite de sa présence dans les Marches galloises grâce aux possessions d'Éléonore pour s'ingérer en octobre 1320 dans la succession du domaine de Gower, plusieurs seigneurs des Marches s'insurgent en mai 1321 et procèdent au pillage et à l'occupation des terres d'Éléonore et d'Hugues. À la suite de l'alliance de ces barons avec les seigneurs du Nord de l'Angleterre guidés par le comte de Lancastre, Édouard II se voit contraint en août 1321 d'exiler Hugues le Despenser le Jeune et son père. Mais la séparation du roi et de son favori ne dure guère, puisque le roi défait les rebelles, ordonne le rappel des Despenser et fait exécuter Lancastre en mars 1322. Désormais incontestés, l'ambition des Despenser se met à atteindre des niveaux jamais atteints et Hugues le Jeune profite de la situation pour accaparer illégalement de nouvelles possessions. On ignore si Éléonore de Clare a approuvé les méthodes de son époux. Ce qui est sûr, en revanche, c'est qu'elle bénéficie de la confiance absolue du roi et de son favori : le 17 février 1323, elle et la reine Isabelle écrivent depuis la Tour de Londres au roi pour lui demander d'améliorer les conditions de détention de Jeanne de Geneville, 2e baronne Geneville ; de même, avant septembre 1324, du fait de sa position dans la famille royale, elle obtient la garde du second fils du roi, Jean d'Eltham.
Au cours de la fin du règne de son oncle, les faveurs d'Éléonore de Clare s'accentuent. Selon la Chronique de Lanercost et Flores Historiarum, en septembre 1324, Édouard II, arguant du fait que les relations avec la France vont empirant en raison de l'éclatement de la guerre de Saint-Sardos, confisque les possessions personnelles de la reine Isabelle, prend le contrôle de sa maison, et fait arrêter toute sa suite française, tandis qu'Éléonore est nommée intendante de la maison de la reine, avec permission de lire toute la correspondance royale. Même si on ignore si ces affirmations sont fondées ou non, elles montrent clairement qu'Éléonore dispose davantage d'influence auprès du roi que la reine elle-même. Après le départ d'Isabelle pour la France en mars 1325 pour y résoudre les tensions avec l'Angleterre, l'affection qu'Édouard porte à sa nièce est si forte que le chroniqueur Henry Knighton soutient qu'Éléonore est traitée comme une reine : en effet, le roi la visite fréquemment pendant sa grossesse à l'automne 1325 et passe l'essentiel de l'été 1326 à ses côtés. Certainement, Éléonore est à cette période la nièce favorite du roi, d'autant que ses sœurs Marguerite et Élisabeth sont en défaveur auprès du roi en raison de la participation de leurs époux à la révolte de 1321 : la première est cloîtrée, tandis que la seconde est harassée par son oncle pour céder ses terres à son beau-frère Hugues le Despenser.

### Emprisonnement, second mariage et mort
Entretemps, la rupture entre le roi et son épouse Isabelle est devenue officielle fin 1325, puisque la reine refuse de retourner en Angleterre tant que Hugues le Despenser n'aura pas été écarté de la cour. Édouard II refuse de céder aux exigences de sa femme, qui entre en relation avec des adversaires du roi présents en France, en particulier Roger Mortimer, réputé être devenu son amant. Isabelle et Mortimer lèvent une petite armée, qui débarque en Angleterre le 24 septembre 1326. Rapidement, les soutiens du roi s'effondrent, principalement à cause du ressentiment que garde l'ensemble du baronnage anglais envers les Despenser. Le 2 octobre, Édouard et son favori doivent quitter en précipitation Londres, dont ils confient à Éléonore de Clare le commandement. Mais la foule londonienne est acquise à la reine Isabelle et, dès le 16, force Éléonore à capituler. Enfermée à la Tour, Éléonore apprend que son époux et son oncle ont été interceptés le 16 novembre, puis que Hugues a été exécuté le 24 sur ordre de la reine. Le pouvoir de la famille Despenser s'effondre : trois des filles d'Éléonore sont cloîtrées sur ordre de la reine le 1er janvier 1327, tandis que son fils aîné Hugues, qui tient la forteresse de Caerphilly, doit capituler le 20 mars et est emprisonné. Parallèlement, Isabelle et Mortimer font libérer les victimes des Despenser, dont Marguerite de Clare, et convoquent un Parlement qui prononce la déchéance d'Édouard II en faveur de son fils Édouard III.
Éléonore demeure emprisonnée avec plusieurs de ses fils jusqu'au 25 février 1328, date à laquelle Isabelle et Mortimer décident de la libérer. Ses possessions, dont le Glamorgan, lui sont restituées en avril de la même année, après qu'elle a rendu hommage pour celles-ci à Édouard III. Quelques mois plus tard, peu avant le 26 janvier 1329, Éléonore est enlevée par le baron William la Zouche, qui convoite ses riches possessions et l'épouse rapidement. Ironie du sort, Zouche avait assiégé le fils aîné d'Éléonore à Caerphilly en 1327. Le mariage s'étant fait sans l'accord royal, la reine Isabelle fait arrêter Éléonore en février 1329. Enfermée successivement à Londres, puis à Devizes, elle n'est libérée qu'en janvier 1330. Le Glamorgan lui est par ailleurs confisqué jusqu'à ce qu'elle acquitte l'amende colossale de 50 000 livres. Lorsque le roi Édouard III atteint sa majorité en octobre 1330 et fait exécuter Roger Mortimer, Éléonore lui demande la restauration de ses terres, affirmant qu'elle y a renoncé après avoir été menacée par Mortimer de ne jamais être libérée si elle ne le faisait pas. Édouard accède à sa requête « pour apaiser la conscience du roi » et lui permet de récupérer ses possessions à condition qu'elle paie une amende de 10 000 livres, réduite par la suite à 5 000 livres. Éléonore a payé une partie de l'amende, mais la majeure partie de celle-ci était toujours impayée à son décès. En juillet 1331, elle obtient enfin la libération de son fils Hugues.
Le 15 décembre 1330, Éléonore de Clare reçoit la permission du roi de recueillir les restes de son premier époux Hugues le Despenser et de les enterrer à l'abbaye de Tewkesbury, bien qu'elle ne recueille que le crâne, un fémur et quelques vertèbres, le cadavre de Despenser ayant été découpé et dispersé après son exécution en 1326. Pendant ce temps, un violent litige oppose son second époux William la Zouche à John Grey, 1er baron Grey de Rotherfield. Grey prétend en effet avoir été marié à Éléonore avant Zouche. Peut-être Éléonore avait-elle effectivement prévu d'épouser Grey avant d'être enlevée par Zouche. Les deux hommes sont emprisonnés quelque temps sur ordre du roi. Finalement, après une enquête diligentée par le pape Jean XXII, l'évêque de Lichfield Roger Northburgh tranche en 1333 en faveur de Zouche. Éléonore vit auprès de son second mari jusqu'à la mort de ce dernier, en février 1337. Nommée exécutrice testamentaire de son époux, elle ne lui survit que quelques mois, mourant à Monmouth le 30 juin, à l'âge de 44 ans. Éléonore de Clare est vraisemblablement inhumée aux côtés de son premier époux, à Tewkesbury, où reposent également plusieurs membres de sa famille. Son fils aîné Hugues hérite de ses possessions. Sa dernière fille Élisabeth, qui vivait à ses côtés, est confiée à sa sœur Élisabeth de Clare en août 1338, cette dernière arrangeant son mariage avec Maurice de Berkeley, 4e baron Berkeley.

## Postérité artistique

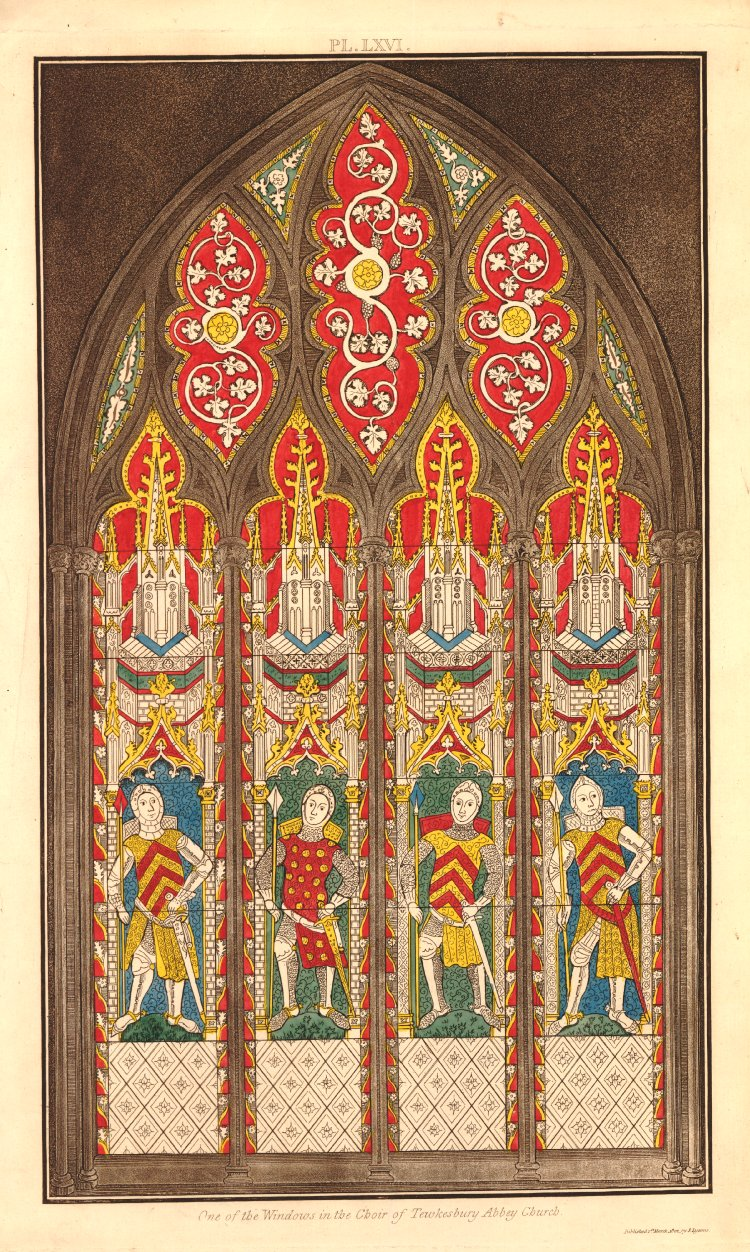
Vitraux de l'abbaye de Tewkesbury où figurent plusieurs membres de la famille de Clare.

Hugues le Despenser et Éléonore de Clare sont généralement crédités pour avoir commencé les rénovations de l'abbaye de Tewkesbury, fondée par les ancêtres d'Éléonore. Les célèbres vitraux du chœur du XIVe siècle, dont ceux des ancêtres, du frère et des deux époux d'Éléonore, ont probablement été financés par elle, bien qu'elle n'ait probablement pas vécu assez pour les voir achevés, ceux-ci ayant été réalisés vers 1340. Son premier époux Hugues le Despenser est représenté dans les vitraux du chœur arrivant au Paradis entre Robert FitzHamon et Gilbert de Clare, 5e comte de Gloucester et 4e comte de Hertford, tous deux seigneurs du Gloucestershire avant lui. La femme nue et agenouillée qui contemple le Jugement dernier dans la fenêtre Est du chœur est peut-être une représentation d'Éléonore de Clare, mais les historiens ne sont pas certains qu'il s'agisse d'elle et il pourrait y avoir confusion avec un autre membre féminin de la famille de Clare.
Éléonore de Clare est un personnage de plusieurs romans consacrés à l'Angleterre du XIVe siècle. Elle apparaît ainsi dans la suite romanesque Les Rois maudits de Maurice Druon, notamment dans les tomes 1 et 5 Le Roi de fer (1955) et La Louve de France (1959). Druon brosse un portrait assez négatif d'Éléonore, puisqu'il la fait passer pour complice des abus de son mari et lui reproche entre autres d'agir comme une dame de parage et une espionne oppressante auprès de la reine Isabelle de France pour le compte de son époux et de son oncle. Elle est interprétée par Florence Dunoyer dans l'adaptation télévisée de 1972 et par Angèle Humeau dans celle de 2005. Éléonore de Clare est présente également dans le roman en deux tomes Feudal Family: The De Clares of Gloucester, écrit par Edith Beadle Brouwer en 1975 et 1976. Enfin, elle est l'héroïne du roman de Susan Higginbotham The Traitor's Wife: A Novel of the Reign of Edward II.

## Descendance
De son premier mariage avec Hugues le Despenser, Éléonore de Clare a au moins dix enfants :
- Hugues le Despenser (1308 ou 1309 – 8 février 1349), 1er baron le Despenser (en), épouse Elizabeth Montagu ;
- Édouard le Despenser (octobre 1310 – 30 septembre 1342), épouse Anne Ferrers ;
- Isabelle le Despenser (vers 1312 – après 1356), épouse Richard FitzAlan, 3e comte d'Arundel ;
- Jeanne le Despenser (vers 1314 – 15 novembre 1384), nonne à l'abbaye de Shaftesbury ;
- Gilbert le Despenser (vers 1316 – 22 ou 23 avril 1382), épouse Ela Calveley ;
- John le Despenser (vers 1317 – avant le 10 juin 1366) ;
- Éléonore le Despenser (vers  1319 – avant le 15 février 1351), nonne à Sempringham ;
- Fils mort-né (avant le 13 janvier 1321 – avant le 13 janvier 1321) ;
- Margaret le Despenser (juillet ou août 1323 – 1337), nonne à Watton ;
- Élisabeth le Despenser (décembre 1325 – 13 juillet 1389), épouse Maurice de Berkeley, 4e baron Berkeley.

De son second mariage avec William la Zouche, elle a un enfant :
- William la Zouche (vers 1330 – après 1390), moine à Glastonbury.